# Enrico Caria
Enrico Caria (* 7. August 1957 in Rom) ist ein italienischer Schauspieler, Filmregisseur und Drehbuchautor.

## Leben
Caria schloss das Liceo classico Umberto in Neapel mit Auszeichnung ab und belegte Kure für Drehbuch und Regie bei u. a. Leonardo Benvenuti und Antonio Leonviola. Nach Arbeiten für das Radio (für „Audiobox“, „Il gustafeste“ und anderes) und drei Fernsehfilmen sowie schauspielerischen Engagements in der Sitcom È proibito ballare und satirischen Sendungen sowie Aufträgen als Karikaturist wandte er sich 1992 dem Kinofilm zu und drehte bislang drei Filme komödiantischer Natur sowie einen Dokumentarfilm. Bis 2000 nahm er auch Angebote als Schauspieler in Produktionen anderer Regisseure wahr.
Caria ist auch Autor zweier Bücher.

## Filmografie (Auswahl)
- 1992: 17 (Regie, Drehbuch, Darsteller)
- 1995: Carogne (Ciro an Me) (Regie, Darsteller)
- 2001: Blek Giek
- 2007: Vedi Napoli e muori (Dokumentarfilm)